# فیناسترا
فیناسترا (انگلیسی: Finastra) شرکت خدمات مالی و بانکداری بریتانیایی است، که در سال ۲۰۱۷ تأسیس شد.